# ويندوز تو جو
ويندوز تو جو (بالإنجليزية: Windows To Go)‏ هي ميزة في ويندوز 8.1 وويندوز 10 لإصدار المؤسسات وويندوز 10 للإصدار التعليمي، وهذه الميزة تسمح لنظام التشغيل بالإقلاع من فئة يو إس بي ذو سعة تخزين عالية [الإنجليزية]، مثل وحدة الذاكرة الفلاشية ومحركات الأقراص الصلبة الخارجية والتي تم اعتمادها من قبل مايكروسوفت على أنها متوافقة .